# Карбоксаміди

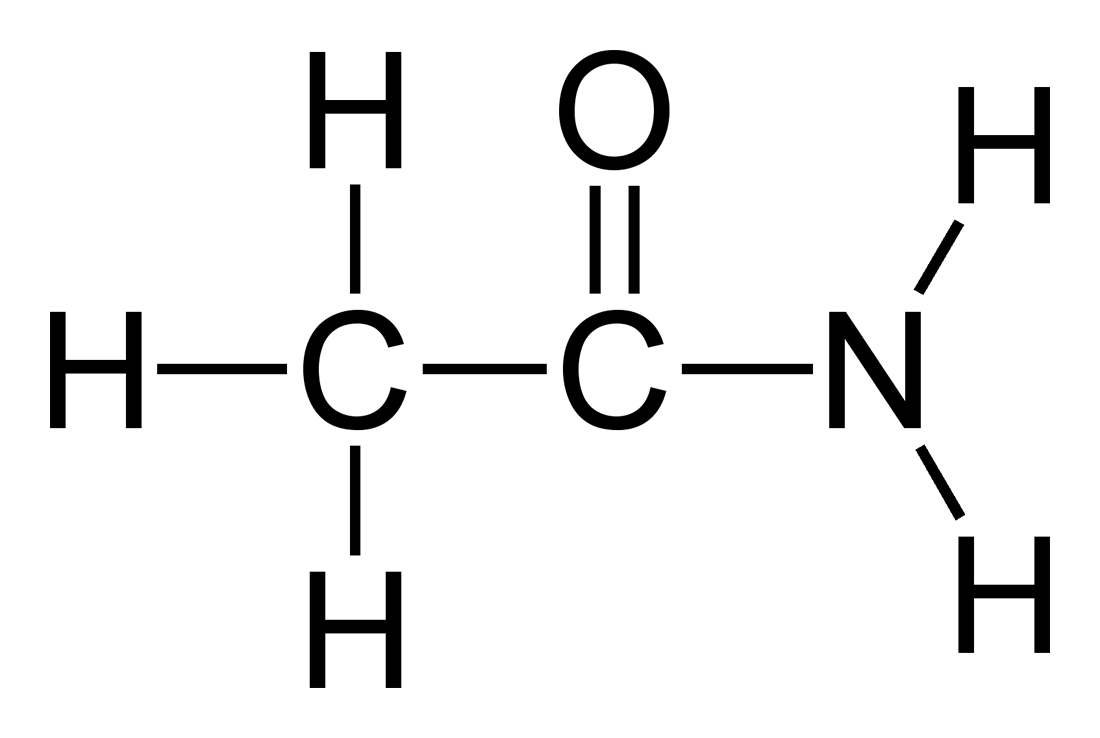
Ацетамід

Карбоксаміди (рос. карбоксамиды, англ. carboxamides) — аміди карбонових кислот зі структурою RC(=O)NR2. У цих сполуках карбоксамідна група –C(=O)NH2 є планарною, атоми C, O, N у ній мають sp2-гібридизацію, вона електроноакцепторна за індуктивним та мезомерним ефектами. 
Карбоксаміди є майже нейтральними: із сильними кислотами утворюють солі (по атомові O), які легко гідролізуються, осно́вні властивості підсилюються N-алкільними замісниками, атом H амідної групи заміщується на лужні метали. При дегідратації (наприклад, дією P2O5) дають нітрили.
Під дією гіпогалогенітів зазнають перегрупування Гофмана. Гідролізуються при нагріванні з мінеральними кислотами або лугами до карбонових кислот, розщеплюються до кислот під дією HNO2:
RCONH2 + NaNO2 + HCl → RCOOH + N2 + H2O + NaCl